# Zamek w Pruchniku
Zamek w Pruchniku (dawniej również: Zamek w Węgierce) – ruiny zamku z XVI wieku, leżącego na Podgórzu Rzeszowskim w Pruchniku, w powiecie jarosławskim, wpisanego do rejestru zabytków nieruchomych województwa podkarpackiego.

## Historia
Pierwsze wzmianki o istnieniu zamku (fortalicium Prochnyk) pochodzą z końca XV wieku, kiedy to Rafał Pruchnicki zbudował dwór obronny po wschodniej stronie miasta. W 1524 r. Tatarzy pod murami twierdzy ponieśli klęskę i przez następne 100 lat nie prowadzili działań wojennych w tej okolicy. Po śmierci ostatniego męskiego przedstawiciela linii Pruchnickich zamek z całym kompleksem dóbr przeszedł w ręce rodziny Pieniążków. Nowi właściciele najprawdopodobniej w miejscu istniejącego zamku dokonali jego rozbudowy tworząc nowoczesną fortecę bastejową. W drugiej połowie XVIII w. zamek spłonął i nie został już odbudowany. Ostatnimi właścicielami zamku byli Szembekowie i Mycielscy.

## Architektura

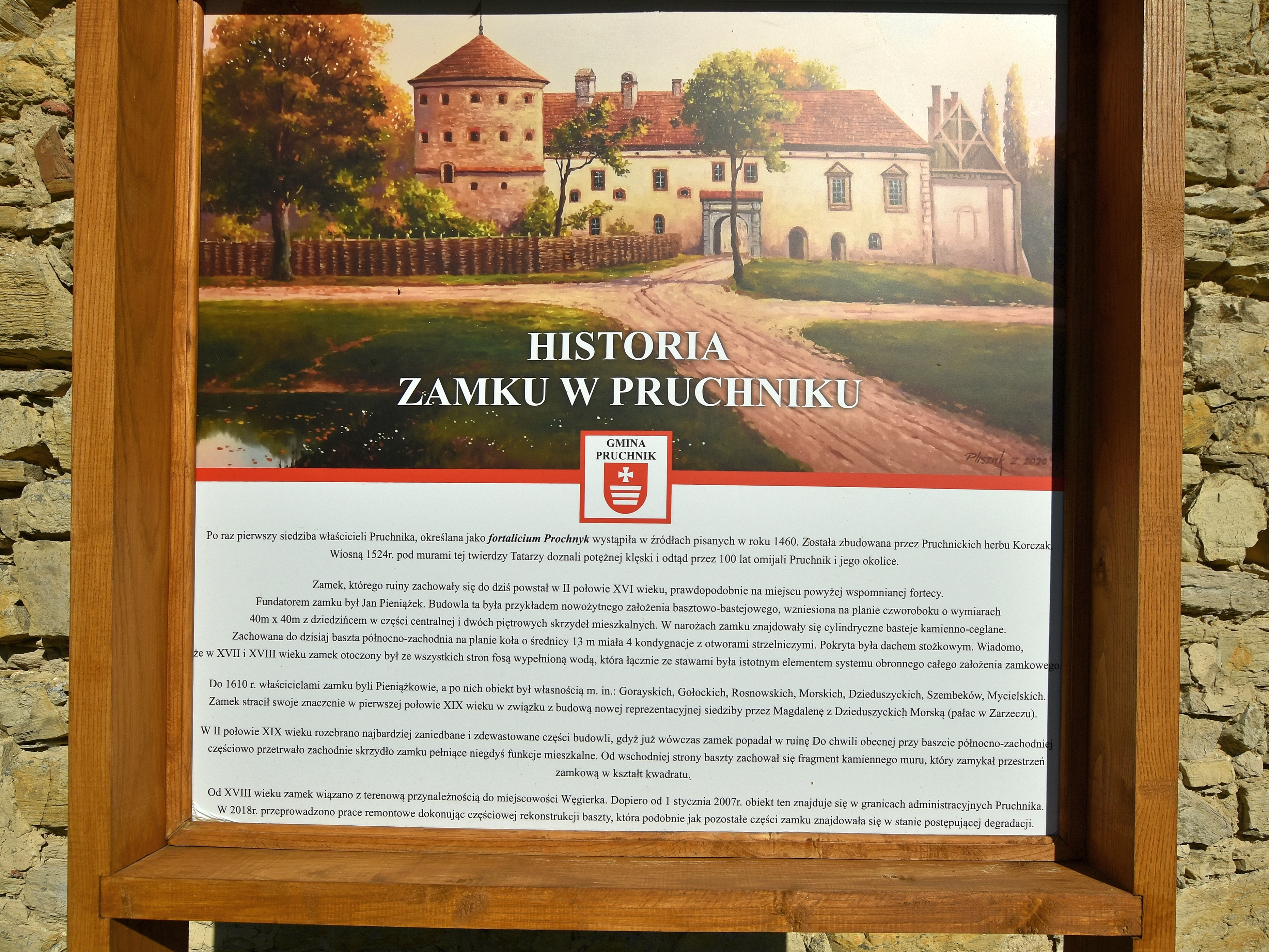
Tablica informacyjna

Zamek, z którego zachowały się ruiny, powstał w 2. połowie XVI wieku. Został wzniesiony na planie czworoboku o wymiarach 40 x 40 m. Posiadał dwa piętrowe skrzydła mieszkalne – zachodnie i południowe, zaś w części centralnej – dziedziniec. W narożach zamku wybudowano dwie basteje kamienno-ceglane. W celu zwiększenia bezpieczeństwa został otoczony mokrą fosą, która wraz ze stawami wchodziła w system obronny zamku. Z dawnych zabudowań zachowały się: północno-zachodnia baszta, wybudowana na planie koła o średnicy 12 m, oraz fragment skrzydła zachodniego, pełniącego niegdyś funkcje mieszkalne.